# Omloop van het Houtland 1977
L'Omloop van het Houtland 1977, trentatreesima edizione della corsa, si svolse il 29 settembre 1977 su un percorso con partenza e arrivo a Lichtervelde. Fu vinto dal belga Marc Demeyer della Flandria-Velda-Latina davanti al suo connazionale Eddy Vanhaerens e all'irlandese Sean Kelly.

## Ordine d'arrivo (Top 10)
| Pos. | Corridore          | Squadra               | Tempo |
| ---- | ------------------ | --------------------- | ----- |
| 1    | Marc Demeyer       | Flandria-Velda-Latina |       |
| 2    | Eddy Vanhaerens    | Ebo-Superia           |       |
| 3    | Sean Kelly         | Flandria-Velda-Latina |       |
| 4    | Johnny Vanderveken | Ebo-Superia           |       |
| 5    | Julien Stevens     | Ebo-Superia           |       |
| 6    | Patrick Cluzaud    | Gitane-Campagnolo     |       |
| 7    | Frank Arijs        | Ebo-Superia           |       |
| 8    | Dirk Baert         | Carlos-Gipiemme       |       |
| 9    | Willy Teirlinck    | Gitane-Campagnolo     |       |
| 10   | Christian Muselet  | Flandria-Velda-Latina |       |